# 劳里·克里斯蒂安·雷兰德
劳里·克里斯蒂安·雷兰德（芬蘭語：Lauri Kristian Relander，1883年5月31日—1942年2月9日）是第二任芬兰总统（1925 - 1931）。农业联盟的成员，在他当选总统前他是芬兰议会议长。

## 生平
雷兰德出生于俄罗斯帝国芬兰大公国的库尔基约基（Kurkijoki），是农学家埃瓦尔德·克里斯蒂安·雷兰德和格特鲁德·玛丽亚·奥尔索尼（Gertrud Maria Olsoni）的儿子。原名为克里斯蒂安·拉尔斯，在芬兰学校期间改名为劳里。1901年随父亲进入赫尔辛基大学学习农学，并获得了他的第一个哲学学士学位，1905年获得他的第二个——农学学士学位(第二年)。同年他于西格妮·玛丽亚·厄斯特曼（Signe Maria Österman，1886 - 1962）结为夫妇。他们有两个孩子，玛雅丽莎（Maja-Lisa，1907 - 1990）和拉格纳（Ragnar ，1910 - 1970）。
1907年雷兰德获得了农业化学和农业经济学硕士学位，1908年到1917年作为一个研究员在一个国家农业实验机构工作，1914年获得博士学位。在这个时期他同样活跃在农业联盟的政治上。1910年他被选进议会，任职到1913年，1917年到1920年再次当选议员。1917年，他成为农业联盟领袖之一。
芬兰独立后，他的政治生涯很顺利。1919年当选为议会议长，1920年他被任命为维普里省的省长。1925年雷兰德被提名为农业联盟的候选人参加总统选举，他当时只有41岁，他的提名是一种意外，是进一步保障农业联盟在总统选举中的优势。他在第三轮投票中以172票对109票击败民族进步党候选人里斯托·吕蒂，当选为总统。
作为总统，雷兰德由于年轻，政治经验不足，其支持率逐步降低。甚至因为不断的国事访问和旅行，而招致了批评，导致绰称他为“旅行拉塞”（Reissu-Lasse）。在他的任期内的政府内阁往往很脆弱、短暂。虽然雷兰德不能被认为是一位强有力的总统，但他仍做了一些引人注目的事情:他让社会民主党组成少数派政府（1926 - 27），任命芬兰的第一位女性内阁部长蜜娜·西兰派（社会福利部长助理），两次解散议会（1929年的公务员的工资纠纷和1930年的国会取缔共产党，这需要一个宪法修正案，并获得三分之二的议员支持），还支持极右翼的拉普阿运动，直到它开始绑架各种政治对手。
1931年雷兰德卸任后，1931年至1942年担任芬兰一个火灾保险公司（Suomen maalaisten paloapuyhdistys）总经理，1942年死于心脏衰竭。